# Luperus maroccanus
Luperus maroccanus is een keversoort uit de familie bladkevers (Chrysomelidae). De wetenschappelijke naam van de soort werd in 1923 gepubliceerd door Paul de Peyerimhoff de Fontenelle.